# إيروانلو
إيروانلو هي قرية في مقاطعة أرومية، إيران. يقدر عدد سكانها بـ 199 نسمة بحسب إحصاء 2016.